# 盖思洲
盖思洲（法語：Jean-Christophe Gay，1962年—），法国地理学家，蔚蓝海岸大学教授。以研究空间的不连续性见长，研究方向包括旅游活动、旅游地及欧洲的海外领地。

## 生平

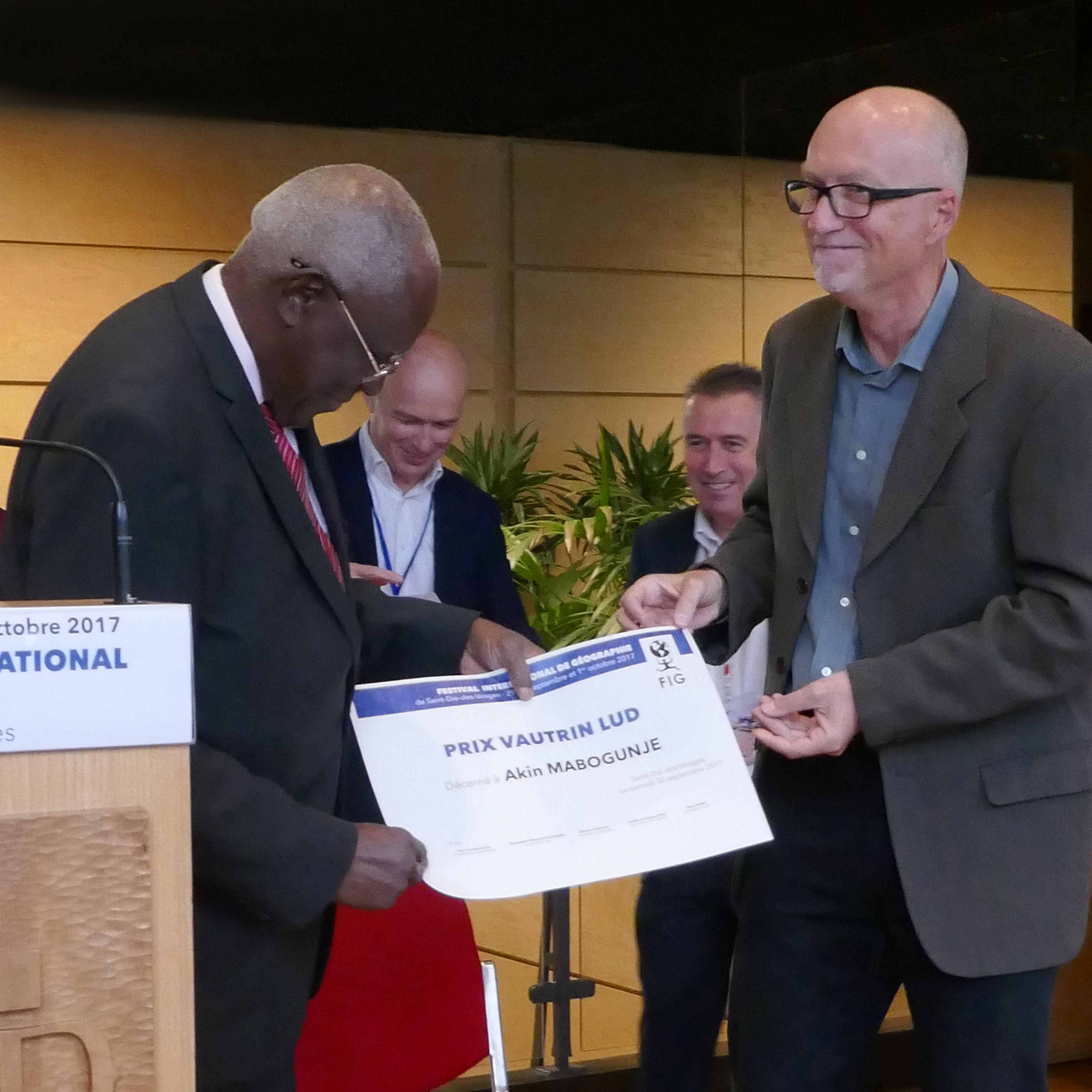
Jean-Christophe Gay remettant le prix Vautrin-Lud à Akin Mabogunje (2017).

盖思洲教授对热带海岛地区研究颇丰，尤为关注法国的海外领地。他在法国多个海外省生活了十余年：起初由法国海外科学技术研究局（现法国国家发展研究所IRD）委派，加入《法属波利尼西亚地图集》（1993年版）科技团队，于1987-1989年赴大溪地考察；随后，于1995-2000年期间在留尼旺大学任副教授；此后，2009-2012年，在新喀里多尼亚担任法国国家发展研究所的高级研究员。在此期间，他作为联合科学主编兼主要作者，统筹编写了《新喀里多尼亚地图集》一书，于2013年在第15届韦桑岛国际海岛图书沙龙上荣获科学类图书大奖。
1995-2011年，盖思洲教授加入了巴黎第七大学的“流动、路线、区域” （MIT）科研团队，并参与编写了《旅游》（Tourismes）丛书。全书共三卷，于2002-2011年期间在贝林出版社（Belin）陆续出版。
盖思洲教授曾任瓦特林·路德国际地理学奖 瓦特林·路德国际地理学奖 (prix Vautrin Lud）秘书长，于国际地理节为获奖者颁奖。2015-2020年，他在新喀里多尼亚主持了公共利益集团“镍及其环境”国家技术研究中心（CNRT Nickel et son environnement）。
自2021年以来，盖思洲教授任蔚蓝海岸旅游学院（ITCA）科研院长，也是巴黎政治学院海外讲坛科学委员会的成员。